# 孤石滩水库
孤石滩水库位于中国河南省平顶山市叶县，是以防洪为主，兼顾灌溉、发电等功能的大（二）型水库，因水库中央有一座巨大的孤石而得名。该水库于1958年动工，1970年复建，1972年投入运行。面积1.035万亩, 平均深度7.97米。水质营养状况属于中营养型。
1997年～2001年实施除险加固工程，总投资3640万元。